# Eldon (County Durham)
Eldon ist ein Dorf und Civil Parish in der englischen Unitary Authority County Durham nahe Bishop Auckland und Newton Aycliffe. Die Gemeinde hatte beim Zensus 2011 insgesamt 387 Einwohner.

## Geographie
Eldon liegt im Norden Englands westlich von Middlesbrough im Landesinneren etwa ein Kilometer südöstlich der Stadt Bishop Auckland und zwei Kilometer nordwestlich von Newton Aycliffe auf etwa hundert Metern Höhe über dem Meeresspiegel. Das eigentliche Dorf Eldon liegt einige hundert Meter nördlich von Shildon und grenzt direkt an Eldon Lane und Close House, die beide allerdings schon zur Nachbargemeinde Dene Valley gehören. Mit dem namensgebenden Ort im äußersten Westen des Gemeindegebiets, gehört auch der Weiler Old Eldon etwas weiter östlicher sowie einige Einzelsiedlungen zum Gemeindegebiet. Dieses erstreckt sich in grob dreiecksförmiger Form aus, mit dem Hauptort im spitzen Winkel. Insgesamt umfasst die Gemeinde etwa 3,76 Quadratkilometer. Im Süden reicht das Gemeindegebiet an den Stadtrand von Shildon heran, ansonsten besteht es neben den Siedlungen hauptsächlich aus Feldern bzw. Weideland und vereinzelten Wäldchen. Ein größeres Areal etwas nordwestlich vom Ort Eldon wird industriell genutzt. Im Norden der Gemeinde entspringt der Dene Beck, der in südwestlicher Richtung entlang der nordwestlichen Grenze der Gemeinde entlangfließt. Geographisch liegt die Gemeinde von daher auch im Dene Valley.
Verwaltungsgeographisch gehört das Civil Parish zur Unitary Authority County Durham in der Region North East England. Auch zeremoniell gehört es zur Grafschaft County Durham. Wahlkreisgeographisch zählt Eldon zum britischen Wahlkreis Bishop Auckland.

## Geschichte
In der Nähe des heutigen Old Eldon existierte bereits im Mittelalter eine Siedlung, das heutige Old Eldon entstand aber später. Die sogenannte Eldon Hall wurde dort wahrscheinlich im 18. oder frühen 19. Jahrhundert in der sogenannten Georgian era errichtet. Das heutige Eldon ist nochmals jünger und entstand erst im Laufe der Industrialisierung im 19. Jahrhundert. 1829 öffnete unweit des heutigen Ortes die Eldon Colliery oder South Durham Colliery, eine Kohlemine. Anschließend entstand das heutige Eldon als Siedlung für die Bergarbeiter, zog aber auch einige Bewohner von Shildon an, wo es wegen der Industrialisierung kaum mehr Wohnraum zur Verfügung stand. Viele der Arbeiter, die nach Eldon zogen, waren Einwanderer aus Irland. Das Dorf, die Einwohnerzahl und auch die Infrastruktur wuchsen mit der weiteren Industrialisierung der Region, die erst im Laufe des 20. Jahrhunderts unterbrochen wurde. 1932 schloss die Eldon Colliery, woraufhin zwei Jahre später eine neue Kohlemine, die Eldon Drift öffnete, die aber nur knapp 30 Jahre bestand. Ein Tagebau bestand noch bis 2002, eine Ziegelei bis in die 2010er Jahre.
Der Wegbruch großer Teile der Industrie brachte die Entwicklung der Gemeinde im 20. Jahrhundert weitgehend zum Stillstand und konnte erst mit Beginn des 20. Jahrhunderts wieder mehr angekurbelt werden. Große Teile der ehemaligen Bergbaulandschaft sind heute rekultiviert bzw. -naturiert. Nichtsdestotrotz konnte sich die Gemeinde auch über die 2010er Jahre hinaus als Industriestandort bewähren. Das 12 acre große Gelände der ehemaligen Ziegelei ist weiterhin als Industriegebiet vorgesehen; dort entstand eine Recyclingfabrik. Nahe dem ehemaligen Ziegeleigelände besteht zudem ein aktiver Steinbruch; unter der Oberfläche der Gemeinde werden weitere Minerallagerstätten vermutet. Mindestens von Mitte des 19. Jahrhunderts bis etwa zur Mitte des 20. Jahrhunderts bildete Eldon bereits eine eigene Gemeinde. Danach wurde es der Nachbargemeinde Shildon zugeschlagen. 2003 wurde Eldon erneut zum eigenständigen Civil Parish erhoben und erhielt ein eigenes Parish Council.
Eldon gibt ferner dem Adelstitel Earl of Eldon seinen Namen.
Einwohnerzahlen der Gemeinde
| Jahr      | 1861 | 1871 | 1881  | 1891  | 1901  | 1911  | 1921  | 1931  | 1941 | 1951 | 1961 | 1971 | 1981 | 1991 | 2001 | 2011 |
| --------- | ---- | ---- | ----- | ----- | ----- | ----- | ----- | ----- | ---- | ---- | ---- | ---- | ---- | ---- | ---- | ---- |
| Einwohner | 311  | 742  | 1.389 | 1.646 | 1.610 | 1.657 | 1.807 | 1.612 | ?    | ?    | ?    | ?    | ?    | ?    | ?    | 387  |

## Infrastruktur
Im äußersten Westen des Gemeindegebiets am Rande von Eldon befindet sich die Saint Mark’s Church der Church of England. 2009 eröffnete die Gemeinde ein eigenes Gemeindezentrum. Am Stadtrand von Shildon befindet sich auf dem Gemeindegebiet von Eldon zudem das Sunnydale Stadium als lokale Sportstätte.

## Verkehr
Durch Eldon führen mehrere kleine Straßen, die das Dorf und die Gemeinde mit den umliegenden Siedlungen verbinden. Größere, bedeutsame Straßen passieren das Gemeindegebiet nicht. Zwei verschiedene Buslinien verbinden Eldon zudem mit umliegenden Städten wie Bishop Auckland, Shildon, Darlington und Spennymoor.

## Bauwerke
Als einziges Eldoner Bauwerk befindet sich das Eldon War Memorial auf der Statutory List of Buildings of Special Architectural or Historic Interest. Dort ist es als Grade II building, also in der untersten Kategorie, klassifiziert. Das Kriegsdenkmal befindet sich im Kirchhof der Saint Mark’s Church.